# فورم
فورم (به انگلیسی: Form) یک برند سیگار ایجاد شده در فنلاند است؛ که توسط آلتریا تولید می‌شده است. این برند در سال 1970s پایه‌گذاری گردید.
تولید سیگارهای این برند از سال اواسط دهه 2000s متوقف شده‌است.